# Lasiochernes turcicus
Lasiochernes turcicus es una especie de arácnido  del orden Pseudoscorpionida de la familia Chernetidae.

## Distribución geográfica
Se encuentra en Israel y Turquía.